# Hochkirch

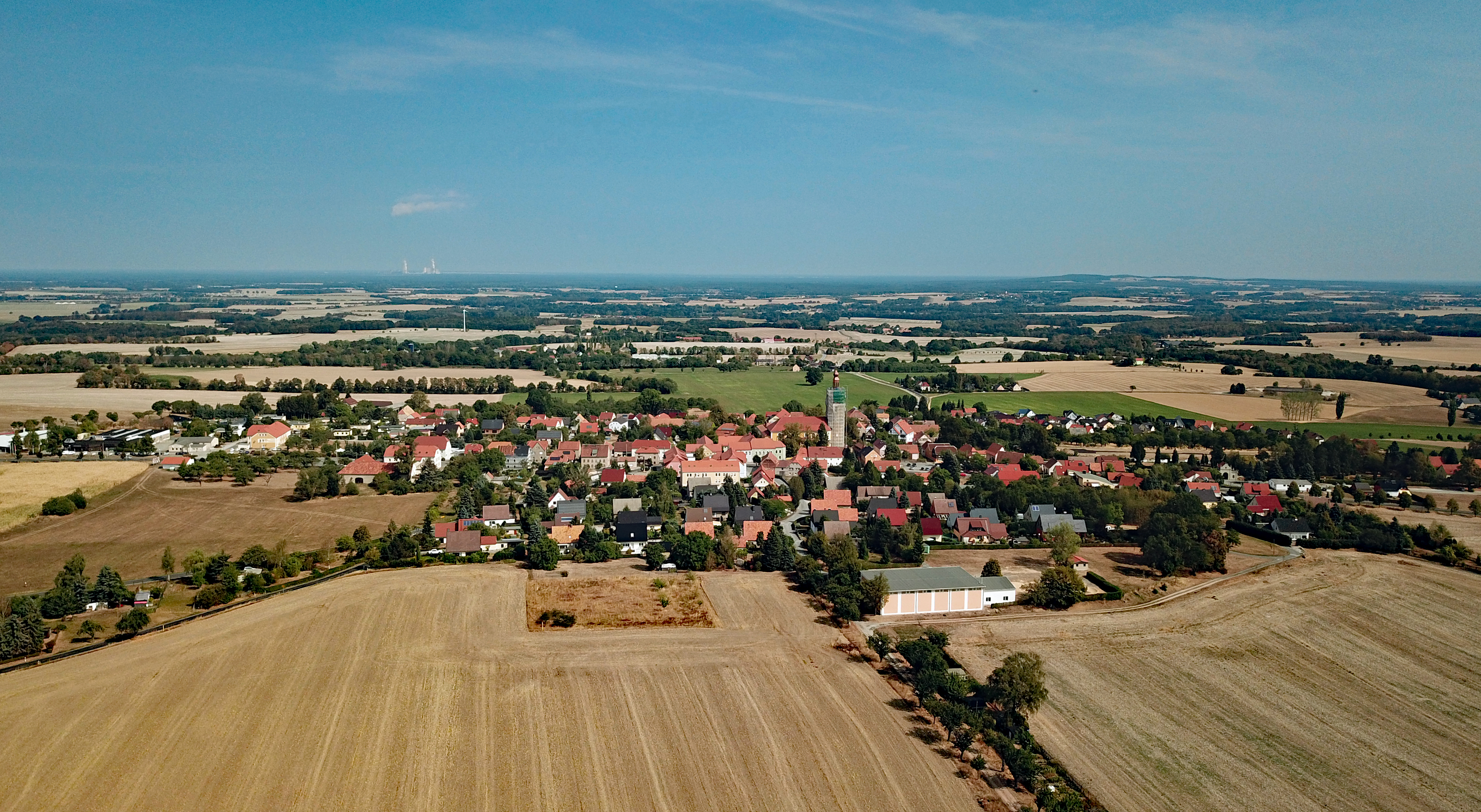
Luftbild

Hochkirch, obersorbisch Bukecyⓘ, ist ein Ort und Sitz der gleichnamigen Gemeinde am Ostrand des sächsischen Landkreises Bautzen in der Oberlausitz.

## Geographie
Hochkirch liegt im südöstlichen Teil des Landkreises, etwa 10 Kilometer östlich von Bautzen. Im Osten grenzt die Gemeinde an die Stadt Löbau, im Süden trennt die Czorneboh-Kette Hochkirch von Cunewalde, im Westen liegt Kubschütz und im Norden die Stadt Weißenberg. Mit dem Czorneboh (556 m) liegt die nach dem Valtenberg zweithöchste Erhebung des Landkreises Bautzen knapp auf dem Grund der Gemeinde.

## Geschichte

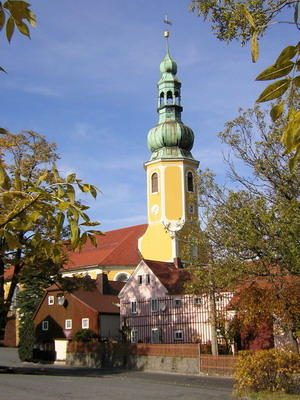
Kirche von Hochkirch

Der Ort wurde erstmals 1222 unter seinem sorbischen Namen Bukewiz urkundlich erwähnt. Der deutsche Name des Ortes (erstmals 1368) bezieht sich auf die Kirche, welche am höchsten Punkt des Ortes erbaut wurde und weithin zu sehen ist, während die sorbische Bezeichnung sich vom Wort buk (für „Buche“) ableitet.

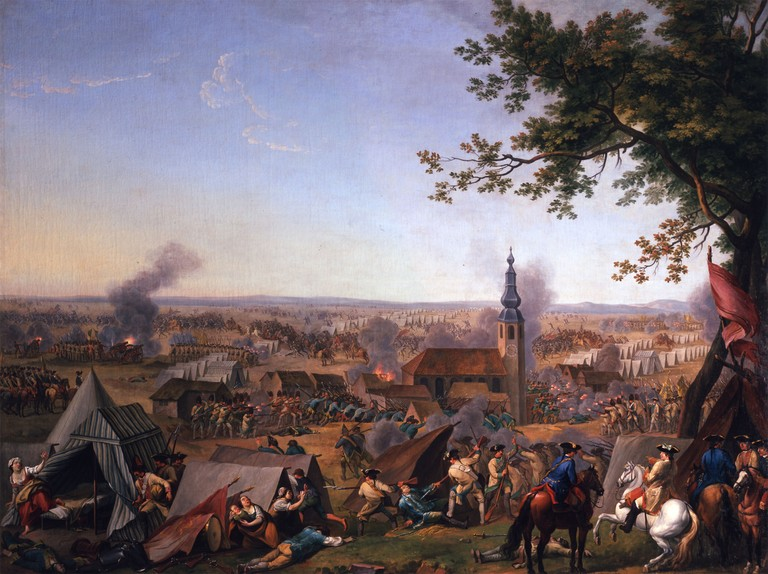
Hyacinth de La Pegna: Der Überfall bei Hochkirch am 17. Oktober 1758

Der Ort wurde durch den „Überfall von Hochkirch“ im Siebenjährigen Krieg bekannt. Durch diesen Angriff brachten die Österreicher unter Graf Daun den Preußen unter Friedrich II. am 14. Oktober 1758 eine Niederlage bei. Während der großen Auswanderungswelle in der Mitte des 19. Jahrhunderts führte der Weg auch vieler sorbischer Familien aus den Orten um Hochkirch in die „neuen Welten“ nach Australien und Texas. So gründeten 1853 im australischen Bundesstaat Victoria vier sorbische und eine deutsche Familie den Ort „Bukecy“, später „Hochkirch“, der 1918 in Tarrington umbenannt wurde.
Für seine Statistik über die sorbische Bevölkerung in der Oberlausitz ermittelte Arnošt Muka in den achtziger Jahren des 19. Jahrhunderts eine Bevölkerungszahl von 530, darunter 404 Sorben (76 %) und 126 Deutsche. 1921 gründete sich in Hochkirch eine Einheit des Serbski Sokoł. Ernst Tschernik zählte in der Gemeinde Hochkirch 1956 einen sorbischsprachigen Anteil von nur noch 43,4 % der Bevölkerung. Seitdem ist der Gebrauch des Sorbischen im Ort weiter stark zurückgegangen.
Eine von beiden Verwaltungen angestrebte Fusion der Gemeinde Hochkirch und der Stadt Weißenberg wurde von den Hochkircher Einwohnern am 2. September 2012 in einer Abstimmung abgelehnt und ist damit vorerst gescheitert.

### Religionen
Bereits bei der ersten Erwähnung 1222 des Ortes ist eine Kirche nachgewiesen. Im Jahr 1540 wurde in Hochkirch die Reformation eingeführt. Die evangelisch-lutherische Kirchgemeinde umfasst neben Hochkirch noch 19 umliegende Dörfer, darunter auch Teile der Nachbargemeinde Kubschütz. Die römisch-katholische Gemeinde ist erst durch die Flüchtlinge aus Schlesien und dem Sudetenland nach dem Zweiten Weltkrieg entstanden und gehört zur Domgemeinde St. Petri Bautzen.

### Einwohnerentwicklung

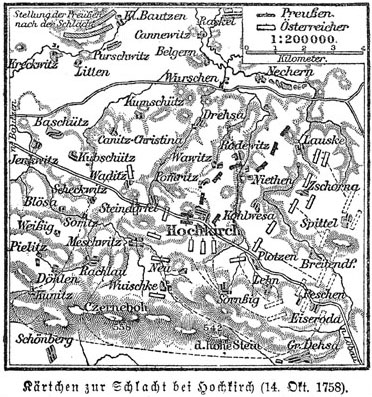
Karte von Hochkirch und Umgebung (1758)

Nachrichten über die Einwohnerzahlen Hochkirchs beginnen mit den Haushaltzählungen im 18. Jahrhundert. So wurden 1777 zwei Bauernwirtschaften, 23 Gärtnerwirtschaften (Kleinbauern) und 27 Häusler gezählt. Im Jahr 1834 erfolgte die erste amtliche Volkszählung, demnach hatte Hochkirch damals 376 Einwohner. Im Jahr 1871 waren es 508, 1893 530, 1925 505 Einwohner. Bis 1950 wuchs Hochkirch auf 1070 Einwohner (mit Kuppritz) an. 1997 lebten in Hochkirch selbst 699 Menschen. In den Ortsteilen waren dies 1997 in Breitendorf 227, Pommritz 226, Meschwitz 209, Wuischke (mit Neuwuischke) 171, Rodewitz 163, Kohlwesa 138, Steindörfel 136, Zschorna 132, Kuppritz (mit Neukuppritz) 124, Plotzen 123, Lehn 111, Wawitz 104, Sornßig 85, Niethen 61 und Jauernick 13 Einwohner.
Im Jahr 1997 waren zusammen 2722 Einwohner in der Gemeinde gemeldet. Bis 2010 sank die Zahl auf 2455 – am stärksten im abseits gelegenen Ortsteil Breitendorf –, wogegen sie im Hauptort relativ stabil bei zuletzt 705 blieb.

## Gemeindegliederung
Folgende, im Laufe der Jahre eingemeindete Orte zählen zur Gemeinde Hochkirch:
| - Breitendorf (obersorbisch Wujezd, 1994 eingemeindet); 153 Einwohner - Jauernick (Jawornik, 1993); 12 Ew. - Kohlwesa (Kołwaz, 1993); 107 Ew. - Kuppritz (Koporcy, 1936); 64 Ew. - Lehn mit Berghäuser (Lejno, 1993); 78 Ew. - Meschwitz (Mješicy, 1973); 144 Ew. - Neukuppritz (Nowe Koporcy); 11 Ew. - Neuwuischke (Nowy Wuježk); 27 Ew. - Niethen (Něćin, 1993); 44 Ew. | - Plotzen (Błócany, 1993); 92 Ew. - Pommritz (Pomorcy, 1993); 140 Ew. - Rodewitz (Rodecy, 1993); 144 Ew. - Sornßig (Žornosyki, 1993); 74 Ew. - Steindörfel (Trjebjeńca, 1974); 110 Ew. - Wawitz (Wawicy, 1993); 66 Ew. - Wuischke (Wuježk, 1973); 128 Ew. - Zschorna mit Kleinzschorna (Čornjow, 1994); 106 Ew. |

Abgesehen von Breitendorf gehören alle Ortsteile zum amtlichen sorbischen Siedlungsgebiet.

## Politik
- FWV H: 8
- CDU: 1
- AfD: 5

### Gemeinderat
Seit der Gemeinderatswahl am 9. Juni 2024 verteilen sich die 14 Sitze des Gemeinderates folgendermaßen auf die einzelnen Gruppierungen:
- Freie Wählervereinigung Hochkirch: 8 Sitze
- AfD: 5 Sitze
- CDU: 1 Sitz

| Liste                             | 2024   | 2024   | 2019   | 2019   | 2014   | 2014   |
| Liste                             | Sitze  | in %   | Sitze  | in %   | Sitze  | in %   |
| --------------------------------- | ------ | ------ | ------ | ------ | ------ | ------ |
| Freie Wählervereinigung Hochkirch | 8      | 53,7   | 5      | 33,1   | 7      | 47,6   |
| AfD                               | 5      | 35,3   | 3      | 29,5   | –      | –      |
| CDU                               | 1      | 6,1    | 4      | 28,7   | 6      | 43,1   |
| Kandidaten Gemeinderat Hochkirch  | –      | 2,9    | –      | –      | –      | –      |
| Linke                             | –      | 2,0    | –      | 4,2    | 1      | 9,3    |
| Grüne                             | –      | –      | –      | 4,5    | –      | –      |
| Wahlbeteiligung                   | 80,0 % | 80,0 % | 73,6 % | 73,6 % | 59,1 % | 59,1 % |

### Bürgermeister
Bürgermeister ist seit 2022 Thomas Meltke.
| Wahl | Bürgermeister | Vorschlag | Wahlergebnis (in %) |
| ---- | ------------- | --------- | ------------------- |
| 2022 | Thomas Meltke | Meltke    | 59,8                |
| 2015 | Norbert Wolf  | CDU       | 97,3                |
| 2008 | Norbert Wolf  | CDU       | 97,0                |
| 2001 | Norbert Wolf  | CDU       | 67,7                |
| 1994 | Norbert Wolf  | CDU       | 69,3                |

### Wappen
Bis 2011 führte keiner der Hochkircher Ortsteile ein Wappen. Anfang 2011 gab es mehrere Bemühungen, ein amtliches Gemeindewappen zu schaffen. Ein erster Entwurf zeigte den Kirchturm der Hochkircher Kirche vor der stilisierten Bergspitze des Czorneboh als goldene Umrisslinie auf blauem Grund. Das Wappen wurde vom Gemeinderat beschlossen, vom Hauptstaatsarchiv Dresden jedoch als nicht genehmigungsfähig erachtet. Das im September 2011 beschlossene Wappen zeigt in einem gespaltenen Wappenschild ebenfalls den Kirchturm in Weiß auf grünem Grund sowie ein Buchenblatt in Grün auf weißem Grund und repräsentiert damit sowohl den deutschen als auch den sorbischen Ortsnamen.

## Kultur und Sehenswürdigkeiten

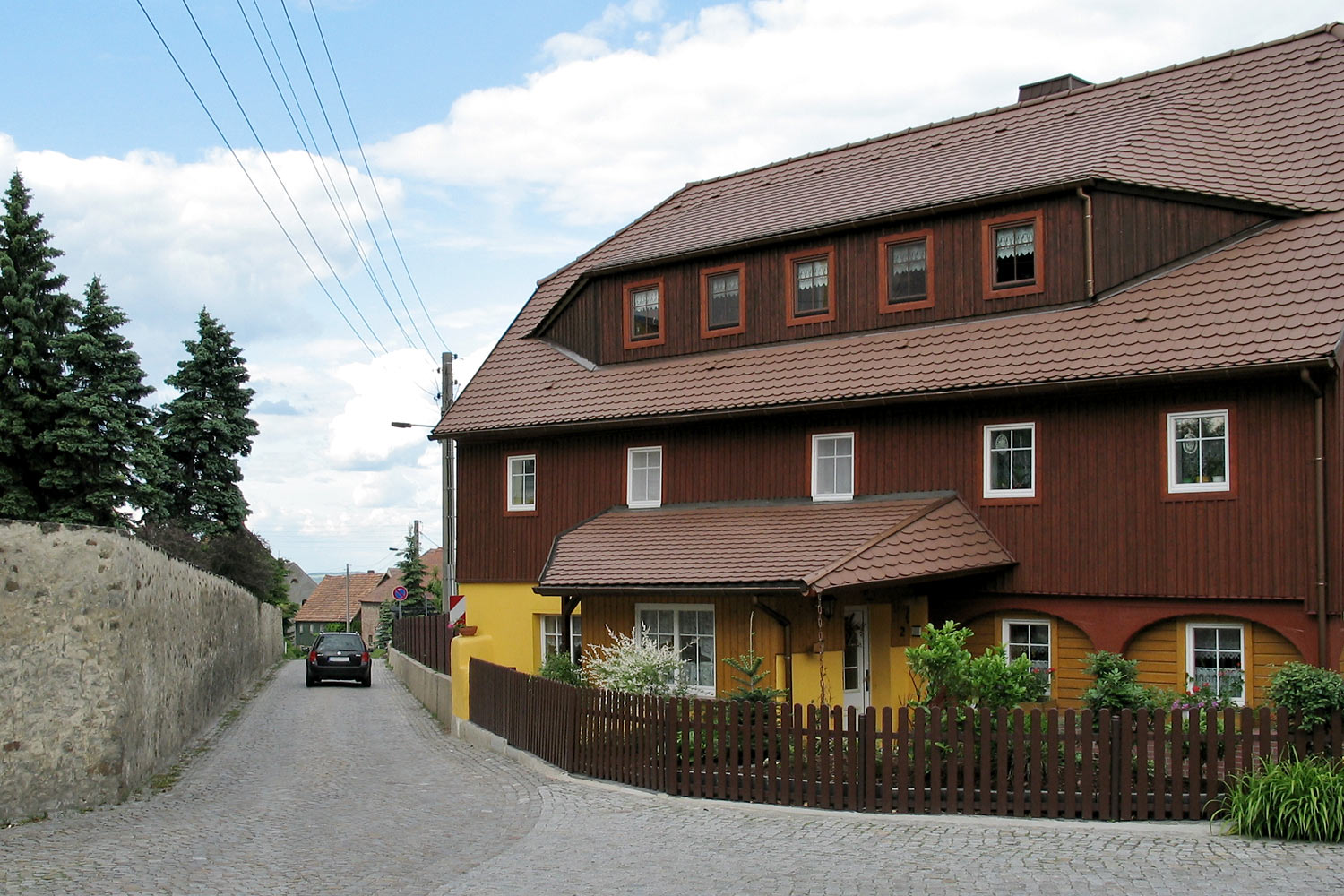
Die „Blutgasse“ mit Umgebindehaus

### Sehenswürdigkeiten
Sehenswert ist in Hochkirch zunächst die barocke Kirche mit den Einschüssen aus der Schlacht von 1758 an der Kirchentür, dem an ein Bierfass erinnernden Turmknopf unterhalb der Kirchturmspitze, der Lehnschen Loge, dem Keith-Denkmal und einem Stich von Adolph Menzel, das mit einer Widmung von Kaiser Wilhelm II. versehen ist. Weiterhin ist der Kuppritzer Park, der 1937 vom letzten Gutsherrn von Loeben angelegt wurde, zu nennen. Die Niethener Schanze ist eine der besterhaltenen slawischen Wallanlagen und zeugt von der alten Besiedlung der Region.
Der Kulturhistorische Verein „Alter Fritz“ in Hochkirch unterhält ein kleines Museum in einem Umgebindehaus, in dem sich der Besucher über die Geschichte Hochkirchs, der Hochkircher Sorben, das Leben in den Dörfern und auch über die Schlacht von 1758 informieren kann.
Der Kulturförderverein des Ortes organisiert regelmäßig kulturelle Veranstaltungen wie Konzerte, Lesungen oder auch Märkte.
Die Kulturdenkmale sind in der Liste der Kulturdenkmale in Hochkirch aufgeführt.

### Gedenkstätten
Ein Gedenkstein steht am Waldrand hinter Neu-Wuischke zur Erinnerung an 85 sowjetische und polnische Kriegsgefangene, die im April 1945 von Wehrmachtsangehörigen durch Genickschuss ermordet, im Wald verscharrt und erst 1961 eingeäschert und in Bautzen beigesetzt wurden. An der Straßengabelung von Wuischke nach Steindörfel bzw. Hochkirch erinnert ein Obelisk mit gleichem Text an das Geschehen.

### Naturschutz
- Siehe auch: Liste der Naturdenkmale in Hochkirch

## Wirtschaft und Infrastruktur

### Verkehr
Neben der Bundesstraße 6 als Hauptverkehrsader gibt es zwei Haltepunkte an der Bahnstrecke Dresden–Görlitz in den Ortsteilen Pommritz und Breitendorf.

### Öffentliche Einrichtungen
In Hochkirch gibt es eine Grundschule und eine kombinierte Kindertagesstätte, in der seit 2005 Kinder die Möglichkeit haben, durch Immersion die sorbische Sprache in einer Witaj-Gruppe (sorbisch für „Willkommen“) als Zweitsprache anzueignen. Die staatliche Mittelschule wurde 2003 aufgrund des Geburtenrückgangs geschlossen. 2010 begann die Evangelische Oberschule Hochkirch ihren Lehrbetrieb.
Hochkirch verfügt über einen gut ausgebauten Sportplatz, der durch einen aktiven Sportverein „Grün-Weiß Hochkirch“ unterhalten wird. Mehrere Fußballmannschaften (Damen und Herren) trainieren hier regelmäßig. Eine Turnhalle ermöglicht verschiedene sportliche Aktivitäten.
Die Gemeinde unterhält eine Freiwillige Feuerwehr mit insgesamt vier Ortsfeuerwehren und mehreren Löscheinheiten, die für den Brandschutz und die allgemeine Hilfe sorgen.
Im Ortsteil Pommritz betreibt der gemeinnützige Verein „Neue Lebensformen“ e. V. seit 1993 das LebensGut Pommritz als Forschungs- und Bildungsstätte der sozialen Ökologie auf dem Gelände des Rittergut Pommritz. Dem Gut angeschlossen ist der öffentliche Park, der im Jahr 2000 zur Vorbereitung der Expo 2000 umgestaltet wurde. Seit 2014 ist das LebensGut Pommritz Teil der Weiterbildungsanbieter WBS Training, das sich mit der Übernahme der Erhaltung des Ursprungsgedankens – im ökologischen wie philosophischen Sinn – verpflichtet hat. Mit Übernachtungsmöglichkeiten, Seminarräumen, Festsaal bestehen verschiedene Erholungsmöglichkeiten und Angebote zur Wissensvermittlung.

## Persönlichkeiten

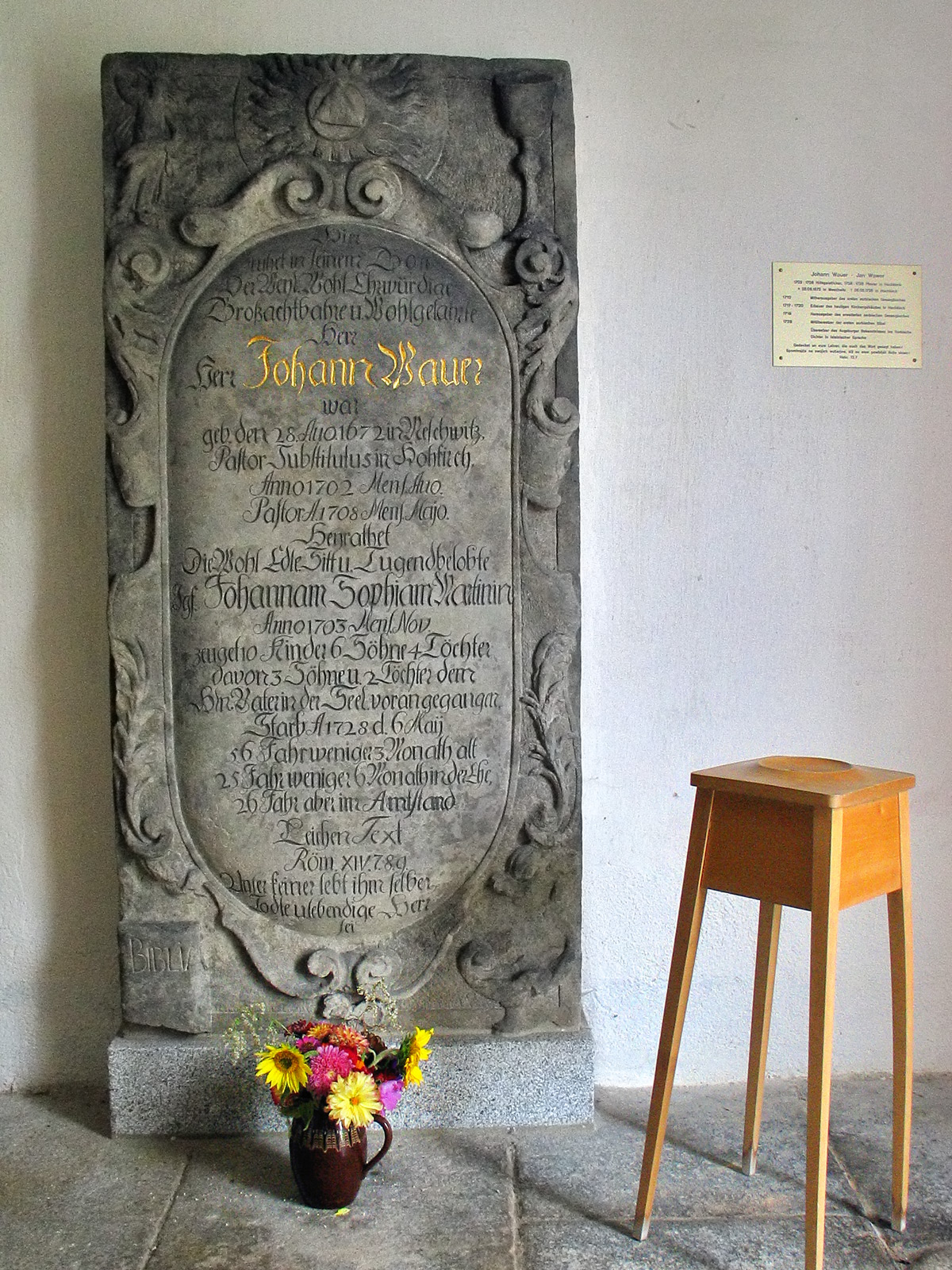
Grabplatte des Pfarrers Johann Wauer

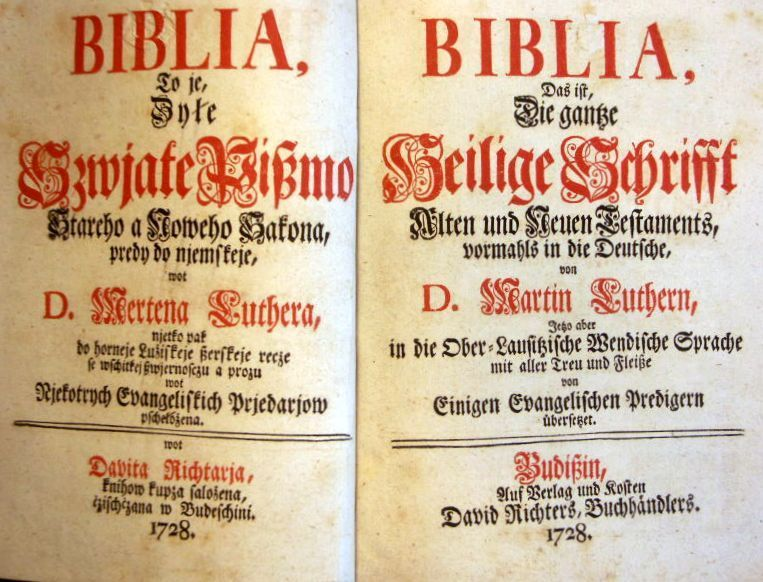
Titel der sorbischen Bibel von 1728

- Pfarrer Johann Wauer (sorbisch Jan Wawer; 1672–1728) entstammte einer Meschwitzer Bauernfamilie. Wauer gehörte zu den Herausgebern des ersten sorbischen Gesangbuches und der ersten sorbischen Bibel. Zwischen 1717 und 1720 ließ er die heutige Kirche erbauen, nachdem der Vorgängerbau für die Gemeinde zu klein wurde. Sein Grabmal befindet sich seit 2003 im Eingangsbereich der Hochkircher Kirche.
- Ernst August Pech (1788–1863), Mediziner und Hochschullehrer in Dresden
- Superintendent Gustav Alwin Mürbe (Gustaw Alwin Mjerwa; 1882–1958) war von 1949 bis zu seinem Tod 1958 der erste sorbische Superintendent und als solcher für die kirchliche Betreuung der evangelisch-lutherischen Sorben in der Oberlausitz zuständig. Als Pfarrer kam er schon 1908 nach Hochkirch und wurde wegen seines Einsatzes für die Sorben 1941 zwangsversetzt. 1946 kehrte er als sorbischer Oberpfarrer wieder nach Hochkirch zurück.
- Erhard Gassan (1930–2005) war als freischaffender Kunstmaler im Hochkircher Ortsteil Plotzen ansässig.
- Kito Lorenc (1938–2017), sorbischer Schriftsteller und Übersetzer, lebte im Hochkircher Ortsteil Wuischke.